# Diaporama
Diaporama è un termine coniato in Francia, intorno agli anni cinquanta, per significare un audiovisivo fotografico, un'opera realizzata attraverso la proiezione in dissolvenza incrociata di immagini diapositive sincronizzate manualmente o su supporto magnetico con una colonna sonora realizzata ad hoc.
In italiano il termine significa «audiovisivo fotografico».
La parola «diaporama» condivide le stesse radici etimologiche con le parole «diorama» e «panorama», dato che tutte e tre sono composte sulla parola greca horama, che significa «vista».
La giornalista Camille Paglia del sito Salon.com ha usato il termine già nel marzo 2008, quando scrisse: «A proposito di Edie Sedgwick, ho trovato questo tributo diaporama per lei ... insieme ad una canzone composta e cantata da Étienne Daho.»